# Копани (Донецкая область)
Копани (укр. Копані) — село на Украине, находится в Добропольском районе Донецкой области.
Код КОАТУУ — 1422055503. Население по переписи 2001 года составляет 222 человека. Почтовый индекс — 85020. Телефонный код — 6277.

## Адрес местного совета
85020, Донецкая область, Добропольский р-н, пгт. Святогоривка, ул.Поштова, 10, 2-47-04